# Louis Lepic
Pour les articles homonymes, voir Lepic.
Louis Lepic, 1er comte Lepic et de l'Empire, dit l'Ajax de la Garde né à Montpellier le 20 septembre 1765 et mort dans sa maison, dite château Lepic , à Andrésy, le 7 janvier 1827, est un général français de la Révolution et de l’Empire.

## Origine
Neuvième enfant d’une famille de treize, il s’engage dès l’âge de seize ans dans les dragons. Il entre au service en 1781 comme simple dragon, dans le régiment de Lescure, devenu 2e régiment de chasseurs à cheval. Il bénéficie de la Révolution avec son admission dans la Garde constitutionnelle du Roi. Après la journée du 10 août 1792, il passe maréchal des logis aux dragons de la République. Au bout de six semaines il est lieutenant-colonel.

## La Vendée
Chef d’escadron dès mars 1793, il se bat contre les Vendéens de 1793 à 1796 et y reçoit un nombre considérable de blessures. Il sert pendant trois ans à l'armée de l'Ouest (Vendée) en qualité de lieutenant-colonel et s'y fit remarquer par sa bravoure et par son humanité envers les Vendéens. À cette occasion il sauve la petite Loubette Duvau de Chavagne âgée de 4 ans, trouvée au pied d'un arbre près d'une femme morte, qu'il met en pension à Nantes et qu'il fait élever jusqu’à sa majorité. Sous la Restauration, il l'aide à retrouver sa famille ; l’enfant perdue se révéla alors l’héritière d’une immense fortune.

## Carrière militaire

### De l'Italie à Austerlitz
Passé à l’armée d'Italie en 1796 il se distingue à plusieurs reprises par son courage et est plusieurs fois blessé : se signala particulièrement à la bataille de Vérone et à Marengo, où il reçoit sept coups de sabre sur la tête, un à l'épaule et un coup de feu au bras. Il est nommé colonel du 15e régiment de chasseurs à cheval après Marengo. Peu après il entre avec le grade de major dans les grenadiers à cheval de la garde consulaire et fait avec ce corps les campagnes de la Grande Armée. Nommé colonel major des grenadiers à cheval de la Garde impériale après Austerlitz, il participe aux campagnes de Prusse et de Pologne.

### Bataille d'Eylau

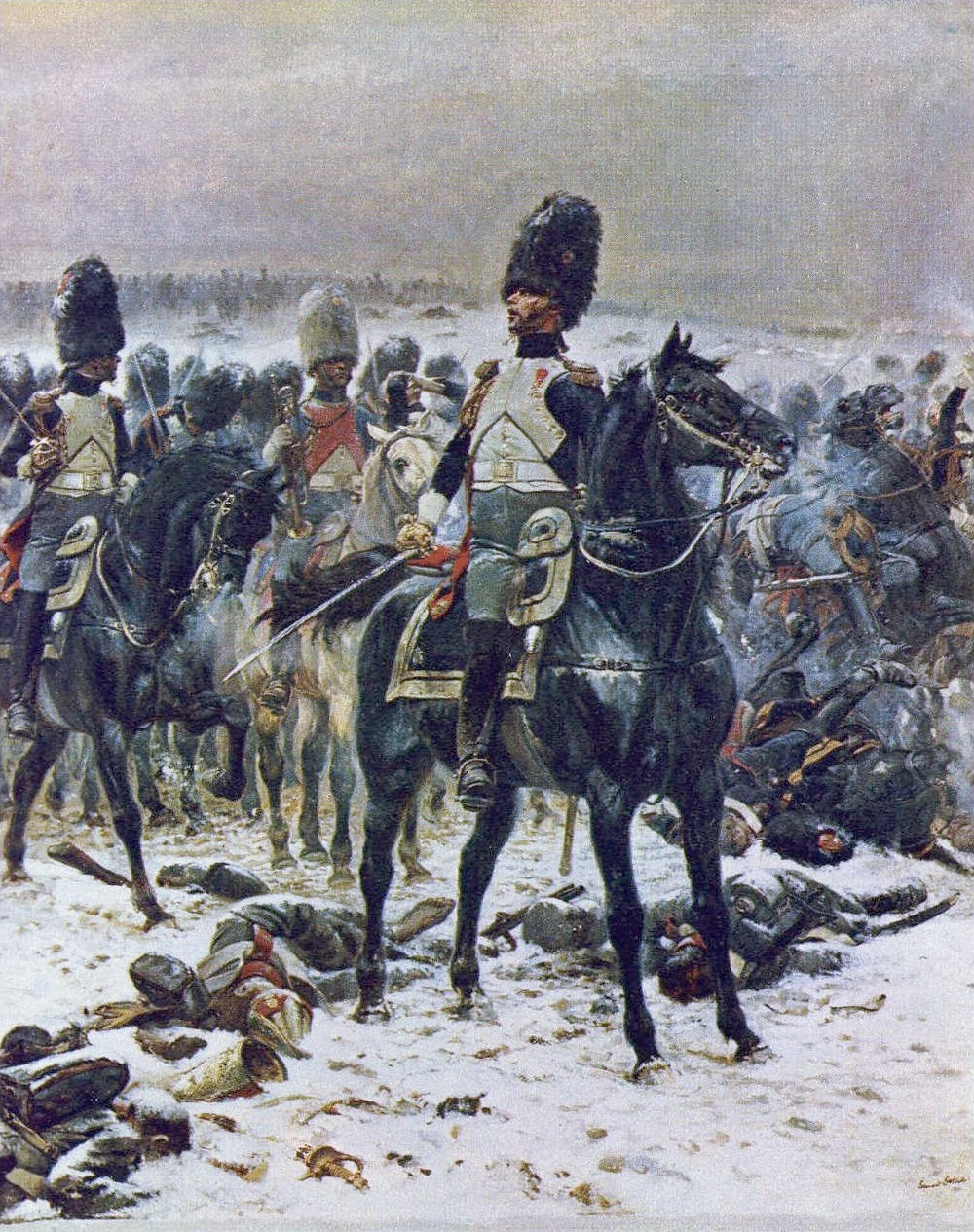
« Haut les têtes, la mitraille c'est pas de la merde ! » crie le colonel Lepic à ses grenadiers au cours de la bataille d'Eylau (peinture d'Édouard Detaille).

La bataille commence le 8 février 1807 et les Français en infériorité numérique sont malmenés. Louis Lepic se tient avec la Garde impériale dans le cimetière d'Eylau, près de l'Empereur, lorsqu'une contre-attaque russe visant le cimetière se rapproche. Sur le champ de bataille, le soldat Billon le voit ainsi : 

« Le jour d’Eylau, le régiment est placé sous les ordres du colonel-major, Lepic. Les boulets russes qui se fraient sans difficulté un chemin au milieu des flocons, enlèvent hommes et bêtes. Soudain, une voix s'élève, dominant le fracas. C’est Lepic qui hurle : « Haut les têtes, la mitraille c'est pas de la merde ! » »

Chargés de contenir les grenadiers russes qui s'avancent, Lepic et ses grenadiers à cheval chargent, tombent sur l'infanterie russe et la débandent, puis s'emparent d'une batterie d'artillerie. Cependant la neige qui tombe avec abondance ne permet plus de s'orienter. Les grenadiers à cheval perdus dans la tourmente se retrouvent cernés au milieu des lignes russes. Un officier ennemi se détache et prie Lepic de se rendre. Celui-ci répond au parlementaire en montrant ses grenadiers : « regardez ces figures, et dites-moi si elles ont l'air de vouloir se rendre ». Néanmoins Lepic, connaissant le danger de sa position, s'adresse en ces termes à ses grenadiers : « amis, il faut vaincre ou mourir aujourd'hui, nous avons trois lignes d'infanterie à renverser. Beaucoup d'entre nous y resteront sans doute ; mais dût-il n'en retourner qu'un seul pour porter la nouvelle, l'honneur du corps et celui de notre étendard seront saufs ». Les grenadiers répondent : « la charge ! La charge ! Et nous passerons ! » Lepic organise alors l'unité en colonne serrée par pelotons et ordonne la charge. Les grenadiers culbutent successivement les trois lignes russes, perdant six hommes dont un officier ; Lepic reçoit dans la mêlée deux coups de baïonnette et un coup de crosse sur les genoux qui l'empêchent pendant quelque temps de monter à cheval sans aide. Le corps qu'il vient de traverser se trouve alors aux prises avec les Français ; ceux-ci voyant arriver sur eux une cavalerie qui débouche du centre des colonnes russes, la croient ennemie, l'accueillent à coups de fusil et tuent deux grenadiers et quelques chevaux.
Cependant Lepic parvient à se faire reconnaître et le feu cesse. L'Empereur, qui depuis plusieurs heures ne sait pas ce que sont devenus les grenadiers à cheval de la Garde, témoigne toute sa satisfaction et nomme le colonel général de brigade le 13 février 1807, en lui conservant ses fonctions de major et y ajoutant une dotation de 30 000 francs. S'ensuit cet échange entre les deux hommes, Napoléon le saluant par le nouveau grade qu'il vient de lui conférer : « Je vous croyais pris, général, et j'en avais une peine très vive. » Ce à quoi répond Lepic : « Sire, vous n'apprendrez jamais que ma mort ! »
Lepic est fait baron de l’Empire par lettres patentes du 3 mai 1809, donataire en Westphalie à hauteur de 40 000 francs par décret impérial du 19 mars 1808 et en Galicie par autre décret du 16 janvier 1810. Il participe à toutes les autres campagnes en Espagne, en Russie et en France.

### Campagnes ultérieures de l'Empire

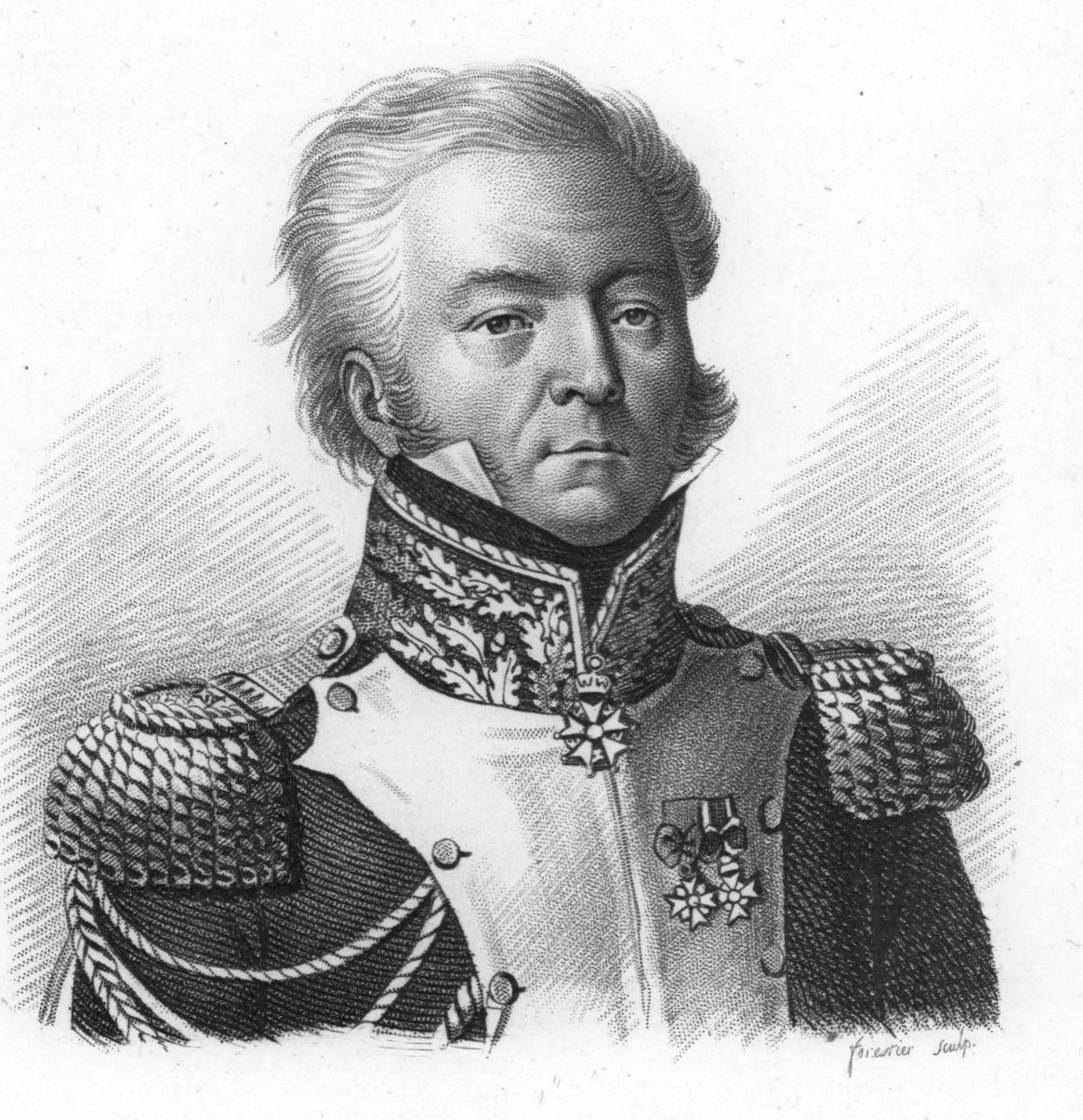
Le général Lepic dans son uniforme des grenadiers à cheval de la Garde (dessin de Charles-Aimé Forestier, vers 1820).

Lepic combat à Wagram, passe en Espagne en 1810, et y remplit les fonctions de capitaine général sous les ordres de Joseph Bonaparte.  
Le 5 mai 1811, Wellington se retrouve dans une position délicate à la bataille de Fuentes de Oñoro. Masséna a besoin de Bessières et de l'ensemble de son corps d'armée pour pouvoir battre les troupes anglo-portugaises, mais Bessières n'apporte que des renforts symboliques : quelques escadrons de dragons et les grenadiers à cheval, 800 hommes en tout, sous le commandement du général Lepic. Malgré cela, Masséna réussit à exploiter une faiblesse dans la ligne de Wellington, et ce dernier est sur le point d'être battu. Masséna charge son aide de camp, Nicolas Oudinot, de trouver Lepic et la cavalerie de la Garde, avec ordre de charger immédiatement. Mais Oudinot est bientôt de retour auprès du maréchal, en disant que Lepic reconnaissait seulement Bessières en tant que chef et qu'il ne chargerait pas sans son ordre. Bessières ne pouvant être trouvé, la bataille baisse en intensité et permet à l'armée de Wellington d'échapper à la destruction. Il est possible que Bessières n'ait pas voulu que toute la gloire retombe sur Masséna. 
En 1812, il fait la campagne de Russie dans la Garde impériale et obtient le 9 février 1813 le grade de général de division. Pendant la campagne de Russie, il affronte les cosaques de Platov. Le général Lepic fait encore les campagnes de Saxe et de France en 1813 et en 1814 à la tête du 2e régiment des gardes d'honneur, qu'il organise à Metz en 1813. La Restauration le fait commandant de la 21e division militaire. La chute de Napoléon ne lui nuit pas puisque Louis XVIII le fait comte par ordonnance royale et lettres patentes du 30 mai 1818. 
En 1815, il est rappelé pendant les Cent-Jours et participe à la bataille de Waterloo. Il est admis à la retraite sous la Seconde Restauration. Il meurt le 7 janvier 1827 à Andrésy. Son nom est inscrit sur le côté est de l’arc de triomphe de l'Étoile à Paris.

## Descendance
Le général comte Louis Lepic a eu cinq fils :
1. Louis Joseph Napoléon Lepic (1810-1875), qui a eu un fils unique, Ludovic-Napoléon Lepic (1839-1889), artiste peintre, qui a eu trois filles : Eylau, Jeanine et Marcelle. Seule Jeanine Lepic a elle-même eu une descendance. À ce jour donc, seule une descendance de Louis Lepic par les filles subsiste [4]. Il fut propriétaire du château du Faÿ à Andrésy.
2. Antoine Joseph Lepic (1811-1840)
3. Jacques Félix Auguste Lepic (1812-1868)
4. Claude Édouard Lepic (1814-1833)
5. Joseph Alexandre Lepic (1817-1833)

La branche issue du baron Joachim Hippolyte Lepic, maréchal de camp, frère cadet de Louis, subsiste par voie masculine.

## Distinctions
En 1809, il est promu commandeur de la Légion d'honneur .

## Armoiries
| Figure | Blasonnement |
|        | Armes du baron Louis Lepic et de l'Empire Coupé : au 1, parti d'or à trois grenades enflammées de gueules et du quartier des barons militaires ; au 2, d'azur, à un faisceau des licteurs d'argent, accosté de deux lions affrontés d'or, surmontés chacun d'une étoile d'argent, celui de dextre armé d'un badelaire du même, le tout soutenu d'une terrasse de sable. Ou Coupé, le premier parti d'or à trois grenades de sable enflammées de gueules et de gueules au signe des barons tirés de l'armée ; le deuxième d'azur au faisceau à l'antique d'argent, accosté à dextre et à sénestre d'un lion d'or, chacun surmonté d'une étoile d'argent, celui de sénestre armé d'un badelaire d'argent ; le tout soutenu de sinople. - Livrées : bleu, blanc, et jaune. - Ornements : ici, armes de Baron d'Empire, couronne de comte en 1815 et aigles en portant. |